# Marysville, Pennsylvania
Marysville là một thị trấn thuộc quận Perry, tiểu bang Pennsylvania, Hoa Kỳ. Năm 2010, dân số của thị trấn này là 2534 người.